# オタク大賞R〜オタクはつらいよ
オタク大賞R〜オタクはつらいよ〜（おたくたいしょうあーる・おたくはつらいよ）は、オタクシーンで起きた出来事、事件、ムーブメントなどをニュースショー形式で紹介するトークイベント。3ヶ月に1度、日本オタク大賞本編が開催される新年を除き年3回程度開催されている。

## 概要
恒例イベントとなっている日本オタク大賞からのスピンオフ企画として2008年3月25日より新宿ロフトプラスワンでスタートしたトークイベント。日本オタク大賞同様、アニメ、漫画、特撮や模型をはじめとするオタク業界の最新時事問題などを語るセクションと、ゲストを交えた特集コーナーとの二部構成でトークセッションが行われる。
マスコットキャラクターは水谷さるころデザインによるRちゃん。

## 司会者
- 藤津亮太（アニメ評論家）

## 主な出演者
- 東海村原八（原型師、モデラー）
- 志田英邦（ゲーム・アニメライター）
- 石黒直樹（編集者、ライター）
- 冨田明宏（音楽ライター）
- 前田久（アニメライター）
- 前島賢（アニメライター）
- 奈良崎コロスケ（編集者、ライター）

## 特集テーマ
- 第1回　「井上敏樹はオタクの敵か味方か？」
- 第2回　「オタクには金が必要なんだ！」
- 第2.5回　「ちょっとHなオタク大賞！」
- 第3回　「浅井真紀とは何者か?」
- 第4回　「オタクと音楽」
- 第5回　「2009年のロボットアニメ」
- 第5.5回　「ちょっとHなオタク大賞2」
- 第6回　「僕たちの『少年ジャンプ』」
- 第7回　「男たちの『ヤマト』
- 第8回　「前田、麻枝を語る!!」
- 第9回　「実録・キャラクターモデル30年史〜その光と影」
- 第10回　「今夜決定！　輝け!!第1回　日本アツい漫画グランプリ」
- 第11回　プレステ生誕17周年記念企画「プレステ遺産」
- 第12回　特殊対談シリーズ#01「清野とおる×押切蓮介　非日常の世界」
- 第13回　「特撮を語れ！アキバヒーロータイム」
- 第14回　特殊クリエイター列伝#02「中村珍戦記」
- 第15回　「ぼくたちの好きな『あかほりさとる』～90－00年代メディアミックス騒動記～」

## ゲスト
- 第1回　切通理作（評論家）
- 第2回　山田真哉（公認会計士、作家）
- 第3回　浅井真紀（原型師）
- 第4回　畑亜貴（作詞家）神前暁（作曲家）
- 第5回　京田知己(監督)
- 第5.5回　雑破業（作家）
- 第7回　氷川竜介（アニメ評論家）
- 第9回　宮脇修一（海洋堂センム）
- 第10回　芝田隆広（パソコン・漫画ライター）、江戸栖方（編集・ライター）、山脇麻生（アングラ評論家）
- 第11回　多根清史（ゲーム・アニメライター）、箭本進一（ゲームライター）
- 第12回　清野とおる（漫画家）、押切蓮介（漫画家）
- 第13回　ガイガン山崎（特撮ライター）、四海鏡（特撮ライター・編集）、高遠るい（漫画家）
- 第14回　中村珍（漫画家）、山脇麻生（ライター）
- 第15回　川崎ヒロユキ（脚本家）、飯田一史（ライター・文芸評論家）、高遠るい（漫画家）

## スタッフ
- 野田真外：演出
- 齋藤貴義：構成